# Minaret
Minarét (turško minare iz arabskega منارة ali pogosteje مئذنة, menāre - svetilnik) je visok vitek stolp islamske mošeje z enim ali več balkoni, s katerih mujezin poziva vernike k molitvi. Stolp je lahko samostojen ali sestavni del mošeje in ima pogosto krono čebulne oblike.

## Zgodovina in razvoj
Najzgodnejše mošeje niso imele minaretov. Iz prvih Mohamedovih spisov (hadith), ko so kasneje postali sestavni del Korana, je razvidno, da so v Medini pozivali vernike k molitvi kar s strehe Mohamedove hiše, ki je bila hkrati tudi molilnica. Prvi minareti so se pojavili kakšnih osemdeset let po Mohamedovi smrti v Kairouanu v Tuniziji in Damasku v Siriji in so služili kot opazovalnice in svetilniki. Zgled za arhitekturo kasneje zgrajenih mošej je bila verjetno Velika mošeja v Damasku, ki je bila zgrajena leta 705.
Najstarejši minaret je že omenjeni minaret v Kairouanu, ki je del svetovne kulturne dediščine. Najvišji minaret ima mošeja Hasana II. v Casablanci, Maroko, ki je visok 210 m. Najvišji minaret, ki je zidan iz opeke, je Qutb Minar v Delhiju, Indija, ki je visok 72,5 m in je tudi del svetovne kulturne dediščine. V Teheranu, Iran, se trenutno gradita dva minareta, ki bosta visoka 230 m. Največje število minaretov, deset, ima Prerokova mošeja v Medini.

## Zgradba
Minaret je sestavljen iz treh osnovnih elementov: temeljev, stolpa in galerije. Temelji minareta so vedno kvadratne oblike, običajno izkopani v zemljo do trdne nosilne podlage in zasuti z gramozom. Minareti so konične, valjaste ali poligonalne, najpogosteje štirikotne in osmerokotne oblike. Spiralno stopnišče v stolpu je zavito v smeri proti urnemu kazalcu in daje vitkemu stolpu dodatno trdnost. Galerija oziroma balkon obkroža zgornji del stolpa in služi mujezinu za pozivanje vernikov k molitvi. Balkon ima (lahko) baldahinu podoben nadstrešek in je (lahko) okrašen z okrasno opeko, emajliranimi ploščicami, obrobami, loki in napisi.

## Krajevni slogi in arhitektura
Krajevni slogi in arhitektura minaretov so zelo različni in odvisni od kraja in časa, v katerem so jih zgradili. Prepoznavni so naslednji slogi:
Tunizija (7. stoletje) štirikotne: mošeja Uqba v Kairouanu ima najstarejši minaret v muslimanskem svetu.
Turčija (11. stoletje): mošeje imajo 1, 2, 4 ali 6 minaretov, odvisno od njene velikosti. Minareti so vitki in valjaste oblike.
Egipt (7. stoletje) in Sirija (do 13. stoletja): minareti so nizki stolpi kvadratne oblike umeščeni na štiri vogale mošeje.
Irak: prosto stoječi in proti vrhu zoženi minareti s spiralnim stopniščem (Malwiya minaret v Samarri).
Egipt (15. stoletje): osmerokotni stolpi z dvema galerijama, od katerih je zgornja manjša od spodnje. Na zgornji galeriji je obokano stebrišče, zaključeno z okrasnimi fialami.
Perzija (17. stoletje): mošeje imajo praviloma dva para vitkih minaretov, ki stojijo ob vhodu. Na minaretih so pokriti balkoni, obloženi z modrimi ploščicami (majolika).
Tatarstan (18. stoletje): mošeje imajo po en minaret, ki se dviga iz strehe v sredini mošeje.
Maroko: mošeje imajo praviloma po en minaret kvadratne oblike. Edini osmerokotni minaret stoji v Chefchaouenu na severu države.
Južna Azija: osmerokotni minaret, običajno s tremi balkoni, z zgornjo pokrito čebulasto kupolo in dodano majhno fialo.